# Episodi di Lassie (serie televisiva 1954) (terza stagione)
Gli episodi della terza stagione di Lassie sono stati trasmessi per la prima volta negli USA tra il 9 settembre 1956 e il 26 maggio 1957. La stagione fa parte di "The Miller years" in quanto Lassie è di proprietà della famiglia Miller; è stata girata in bianco e nero.
| n° | Titolo originale       | Titolo italiano        | Prima TV USA      | Prima TV Italia  |
| -- | ---------------------- | ---------------------- | ----------------- | ---------------- |
| 1  | Bee Hive               |                        | 9 settembre 1956  |                  |
| 2  | Friendship             |                        | 16 settembre 1956 |                  |
| 3  | Quarantine             |                        | 23 settembre 1956 |                  |
| 4  | Bone                   |                        | 30 settembre 1956 |                  |
| 5  | The Watch              |                        | 7 ottobre 1956    |                  |
| 6  | The Frog               |                        | 10 ottobre 1956   |                  |
| 7  | Hoax                   | Al lupo, al lupo       | 14 ottobre 1956   | 7 gennaio 1961   |
| 8  | The Fish Story         | La pesca delle trote   | 21 ottobre 1956   | 3 dicembre 1960  |
| 9  | Transfusion            |                        | 28 ottobre 1956   |                  |
| 10 | Local Elections        |                        | 4 novembre 1956   |                  |
| 11 | Gossip                 |                        | 11 novembre 1956  |                  |
| 12 | Fish Conservation      |                        | 18 novembre 1956  |                  |
| 13 | Challenge              |                        | 25 novembre 1956  |                  |
| 14 | Tractor                |                        | 2 novembre 1956   |                  |
| 15 | The Goats              |                        | 9 dicembre 1956   |                  |
| 16 | A Place For Everything | Ogni cosa al suo posto | 16 dicembre 1956  | 13 marzo 1961    |
| 17 | Party Line             |                        | 23 dicembre 1956  |                  |
| 18 | Superstition           | Poppy superstizioso    | 30 dicembre 1956  | 20 febbraio 1961 |
| 19 | Good-bye Forever       |                        | 6 gennaio 1957    |                  |
| 20 | Lassie's Vanity        |                        | 13 gennaio 1957   |                  |
| 21 | Champion               |                        | 20 gennaio 1957   |                  |
| 22 | Vigil                  |                        | 27 gennaio 1957   |                  |
| 23 | Chimp                  |                        | 3 febbraio 1957   |                  |
| 24 | Lassie's Day           |                        | 10 febbraio 1957  |                  |
| 25 | Rock                   | La pietra              | 17 febbraio 1957  |                  |
| 26 | The Artist             |                        | 24 febbraio 1957  |                  |
| 27 | Survival               |                        | 3 marzo 1957      |                  |
| 28 | Bird Watchers          |                        | 10 marzo 1957     |                  |
| 29 | The Dog House          |                        | 17 marzo 1957     |                  |
| 30 | The Search             |                        | 24 marzo 1957     |                  |
| 31 | Boy's Day              |                        | 31 marzo 1957     |                  |
| 32 | The Snob               |                        | 7 aprile 1957     |                  |
| 33 | Haunted House          |                        | 14 aprile 1957    |                  |
| 34 | The Nest               | Il nido                | 21 aprile 1957    |                  |
| 35 | Father Ellen           |                        | 28 aprile 1957    |                  |
| 36 | Poverty                |                        | 5 maggio 1957     |                  |
| 37 | The Apple Tree         |                        | 12 maggio 1957    |                  |
| 38 | The Harvesters         |                        | 19 maggio 1957    |                  |
| 39 | Jeff's Moustache       |                        | 26 maggio 1957    |                  |